# ドラゴンシティX指定
『ドラゴンシティX指定』（ドラゴンシティエックスしてい）は、1991年1月にアイデス（現F&C）・フェアリーテールより発売された成人向けアドベンチャーゲームである。発売機種はPC-9801（1991年1月発売）、PC-8801mk II SR（2月1日発売）、MSX2（2月発売）、X68000（3月発売）。
厳密な年齢制限を強いていないにもかかわらず、男女の陰部を描写する画像を使用していた。しかし、当時のパソコンの表示色数の限界のため、中間色をタイルパターンで表現していることで、明確に見えるというほどではなかった。
沙織事件の発生後、フェアリーテールは本作を発売中止としたうえで自主回収を行った。その後は同事件の原因となった『沙織 -美少女達の館-』と共に封印作品とされ、F&Cの公式サイト上でも本作に関連する記述は存在しない。

## ストーリー
彼女もいなく、一人寂しく自慰をおこなっていたところ、いきなり女の子が現れて陰茎をしゃぶり始めてイカせてしまう。
その女の子は、異世界にあるドラゴンシティから来たという。ドラゴンシティとは、男たちの性欲を満たすために生まれた都市で、そこに住む女性たちはそのための教育を経て、世界中の男の欲求のために勤めているという。しかし、その組織から発生した反乱を経て、女性こそ世界を統べるのに相応しいという組織が立ち上がった。ドラゴンシティの平和を守るため、主人公は戦士となり、反乱組織の女性たちに女の悦びを知らしめる戦いに挑む。

## 登場人物
| スタブアイコン | サブスタブ | この項目は、まだ閲覧者の調べものの参照としては役立たない、アダルトゲームに関連した書きかけの項目です。この項目を加筆・訂正などしてくださる協力者を求めています（P:コンピュータゲーム/PJ:美少女ゲーム系/P:性/PJ:性）。 |